# غيديمين

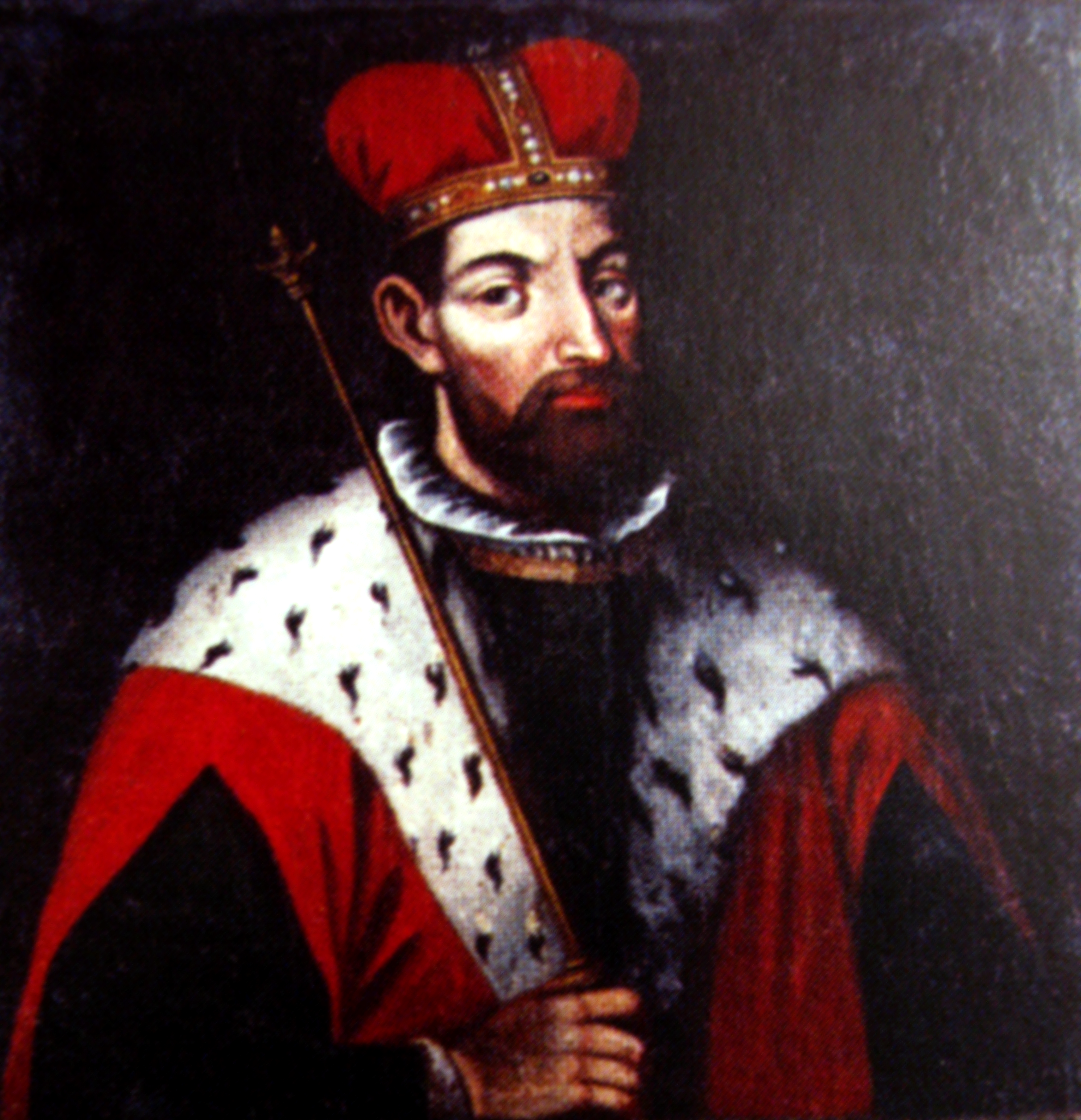
لوحة لغيديمين تعود للعام 1709

غيديمين أو غيديميناس (ياللتوانية:Gediminas) هو دوق أكبر لدولة لتوانيا (مات 1342). عرف عنه بأنه قد بنى أقوى جيش في أوروبا الشرقية في عصره في محاولته لصد هجمات فرسان النظام التيوتوني عن البلاد التي ارتفع نجمها في عهده.

## بدايات حكمه
لا يعرف تاريخ مولد غيديمين بالضبط، ولكنه يعتقد أنه ولد حوالي العام 1275. وافترض المؤرخون السابقون بأنه كان خادم فيتين أمير لتوانيا، لكن من المحتمل أكثر أنه كان أخ فيتن الأصغر وابن لوتوفر، وهو أمير لتواني آخر. وورث غيديمين في عام 1314 أملاكا واسعة تشمل كل لتوانيا وساموغيتيا وروسيا الحمراء وبولوتسك ومينسك؛ لكن هذه الأملاك أحاط بها خصوم أقوياء وطامعون، وكان أكثرهم خطورة الفرسان التيوتونيون وفرسان النظام الليفوني. توحدت كل القبائل اللتوانية لمدة طويلة ضد عدوهم المشترك، حيث تم تنظيم الهجمات المنظمة على لتوانيا من قبل الفرسان بذريعة تنصيرها؛ لكن غيديمين كان يهدف لتأسيس سلالة تجعل لتوانيا آمنة وقوية، ولتحقيق هذا الغرض دخل في مفاوضات دبلوماسية مباشرة مع الكرسي الرسولي.

## تنصير البلاد
في نهاية العام 1322 بعث برسائل إلى البابا يوحنا الثاني والعشرين والتمس منه الحماية ضد اضطهاد الفرسان، وأخبره عن الامتيازات التي منحها للرهبان الدومنيكيين والفرانسيسكان في لتوانيا ليدعوا للمسيحية، وأنه يرغب بإرسال المندوبين ليستقبلوه بين أتباع الكنيسة. وعند تلقيه ردا إيجابيا من الكرسي البابوي، أصدر غيديمين رسائل دورية بتاريخ 25 يناير 1325 إلى بلدات الرابطة الهانزية الرئيسية، وعرض عليهم الدخول المجاني إلى مملكته وعلى كل الرجال من أي نظام أو مهنة من النبلاء والفرسان إلى فلاحي الأرض. وكان المهاجرون يختارون مستوطناتهم الخاصة ويحكمون أنفسهم بقوانينهم الخاصة. تمت دعوة الكهنة والرهبان أيضا للمجيء وبناء الكنائس في فيلنيوس ونوفوغروديك. وأرسلت رسائل مماثلة إلى المدن الوندية أو البلطيقية، وإلى الأساقفة وملاك الأراضي في ليفونيا وإستونيا. وسبق غيديمين إيفان الرهيب وبيتر الأعظم بفتح الأراضي الروسية البدائية إمام تأثيرات الثقافة الغربية.
في أكتوبر 1323 اجتمع في فيلنا ممثلون لرئيس أساقفة ريغا وأسقف دوربات وملك الدنمارك الإرساليات الدومنيكية والفرانسيسكانية، وزعيم الفرسان التيوتونيين، عندها نفذ غيديمين وعوده وتعهد بأن يتم تعميده حال وصول المندوبين البابويين. وتم توقيع ميثاق في فيلنا، "باسم العالم المسيحي بأجمعه"، بين غيديمين والمندوبين، يؤكد الامتيازات الموعودة.

## الحرب مع التيوتونيين
لم يعجب تنصير لتوانيا الفرسان التيوتونيين على الإطلاق، بل استغلوا كل جهودهم لإبطال خطط غيديمين بعيدة المدى. لسوء حظ غيديمين فقد هذا كان العمل سهلا. وكان هدف غيديمين الرئيسي أن يحمي لتوانيا من الدمار على يدي الألمان. لكنه كان لا يزال وثنيا يحكم أراضي نصف وثنية؛ وعلى حد سواء كان مرتبطا مع أقربائه الوثنيين في ساموغيتيا ومع أتباعه الأرثوذكسيين في روسيا الحمراء، وحلفائه الكاثوليك في ماسوفيا. لذا فقد كانت سياسته تجريبية بالضرورة وغامضة وقد يساء فهمها بسهولة.
هكذا فإن هجومه على دوبرزين، آخر أملاك الفرسان على التراب البولندي، قد أعطاهم وبشكل سريع سلاحا جاهزا ضده. وشكك الأساقفة البروسيون الذين كانوا مخلصين للفرسان في سلطة غيديمين وشجبوه كعدو للدين، وكان هذا في مجمع كنسي في إلبينج؛ وانتقده أتباعه الأرثوذكس بسبب ميله نحو المهرطقين اللاتينيين الكاثوليك؛ بينما اتهمه اللتوانيون الوثنيون بتركه لعبادة الآلهة القديمة. وأخرج غيديمين نفسه من هذه الصعوبات بإنكار وعوده السابقة؛ بأن رفض استقبال المندوبين البابويين الذين وصلوا إلى ريغا في سبتمبر 1323؛ وبطرد الفرانسيسكانيين من أراضيه. وحصلت هذه الإجراءات التراجعية على ما يبدو على اعتراف سياسي ببساطة وبحقيقة أن العنصر الوثني ما زال القوة الأكبر في لتوانيا، ولا يمكن أن يتم الاستغناء عنها بعد مع قدوم الكفاح من أجل الوطنية.
في نفس الوقت أعلم غيديمين من خلال سفرائه المندوبين البابويين في ريغا بشكل خاص بأن موقعه الصعب أرغمه لفترة من الوقت لتأجيل عزيمته الصامدة لكي يُعمّد، وأظهر المندوبون ثقتهم به بمنع الدول المجاورة من إعلان الحرب ضد لتوانيا للسنوات الأربع التالية، بالإضافة لتصديق المعاهدة القائمة بين غيديمين ورئيس أساقفة ريغا. على الرغم من هذا ففي عام 1325، تجاهل النظام التيوتوتي توبيخ الكنيسة واستأنف الحرب مع غيديمين، الذي حسن موقعه في هذه الأثناء بتحالفه مع فلاديسلاف لوكييتيك ملك بولندا، الذي زوّج ابنه كاسيمير من ابنة غيديمين ألدونا.

## الحرب في روسيا
بينما كان يحرس البلاد ضد خصومه الشماليين، فقد كان غيديمين بين عامي 1316 و1340 يوسع سلطته على حساب الإمارات الروسية العديدة في الجنوب والشرق، التي أدت نزاعاتها المستمرة مع بعضها البعض بإحلال الخراب على كل منها. هنا تقدم غيديمين المنتصر الذي كان لا يقاوم؛ لكن المراحل المختلفة لهذه الفترة لا يمكن إتباعها، فالمصادر عن هذا التاريخ كانت قليلة ومتعارضة، وتاريخ كل حدث بارز يحوم حوله الشك. وأحد حملات الاحتلال الإقليمية الأكثر أهمية، وهي إمارة هاليتش فلاديمير، حصل عليها بزواج ابنه لوبارت من ابنة أمير هاليتش؛ بينما إمارات أخرى مثل كييف فقد أخذها بالغزو على ما يبدو. ضمن غيديمين أيضا تحالفا مع دوقية موسكوفيا الكبرى بتزويج ابنته أناستازيا إلى الدوق الأكبر سيمون. لكنه كان قويا بما فيه الكفاية لموازنة تأثير موسوكوفيا ونفوذها في شمال روسيا، وساعد جمهورية بسكوف التي اعترفت بسيادته، للانفصال عن جمهورية نوفغورود العظيمة.

## وفاته وشخصيته
مات غيديمين في شتاء العام 1342 بسبب جرح تلقاه أثناء حصاره لمدينة فيلوفا. وتزوج ثلاث مرات، وترك في الدنيا سبعة أبناء وست بنات. وتحمل إدارته الداخلية كل علامات الحاكم الحكيم. فقد حمى الكاثوليكيين بالإضافة إلى رجال الدين الأرثوذكسيين، وشجع كلا منهم لكي يجلب الحضارة لشعبه؛ رفع منزلة الجيش اللتواني إلى أعلى حالات الكفاءة التي كانت متوفرة وقتها؛ ودافع عن حدوده بسلسلة من القلاع القوية؛ وبنى بلدات عديدة ضمنها العاصمة فيلنا (حوالي 1321).

## قراءات أخرى
أنظر تاريخ الأمة اللتوانية بقلم تيودور ناربوت (بالبولندية) (فيلنا، 1835)؛ أنتوني بروخاسكا، على أصالة رسائل غيديمين (بالبولندية) (كراكوف، 1895)؛ فلاديمير بونيفاتوفيتش أنتونيفيتش، دراسة تتعلق بتاريخ غرب وجنوب غرب روسيا (بالروسية) (كيف، 1885).